# Jörundur Brynjólfsson
Jörundur Brynjólfsson (* 21. Februar 1884 in Starmýri, Álftafjörður; † 3. Dezember 1979 in Reykjavík) war ein isländischer Politiker der Sozialdemokratischen Partei Islands (Alþýðuflokkurinn) und später der Fortschrittspartei (Framsóknarflokkurinn), der mit Unterbrechungen 36 Jahre lang Mitglied des Althing sowie zwischen 1953 und 1956 dessen Vorsitzender war.

## Leben
Jörundur Brynjólfsson absolvierte nach dem Schulbesuch ein Studium der Betriebswissenschaften, das er 1906 beendete. Danach war er von 1907 bis 1908 als Lehrer in der Gemeinde Nesjahreppur, die jetzt zur Gemeinde Hornafjörður gehört, tätig und nach der Prüfung am Lehrerinstitut zwischen 1909 und 1919 als Lehrer an der Grundschule in Reykjavík. Zwischenzeitlich absolvierte er von 1911 bis 1912 ein Zusatzstudium an der Lehrerhochschule in Kopenhagen.
Seine politische Laufbahn begann er in der Sozialdemokratischen Partei, die er zwischen 1916 und 1919 als Mitglied im Stadtrat von Reykjavík vertrat. Gleichzeitig wurde er 1916 auch erstmals zum Mitglied des Althing gewählt und vertrat in diesem für die Sozialdemokratische Partei bis 1919 ebenfalls die Interessen von Reykjavík. Während dieser Zeit war er zwischen 1916 und 1918 auch Herausgeber der Zeitung Unga Ísland und wurde 1917 zum Mitglied des Preis- und des Bewältigungsausschusses gewählt.
1917 wurde Jörundur Brynjólfsson Inspektor der Landesregierung und übte diese Funktion bis 1925 aus. Zugleich war er zwischen 1919 und 1922 zunächst Landwirt in Múla in Biskupstungur sowie im Anschluss von 1922 bis 1948 in Skálholt.
1923 erfolgte seine erneute Wahl zum Mitglied in den Althing, in dem er nunmehr für die Fortschrittspartei bis 1956 die Interessen des Kreises Árnessýsla vertrat. Während dieser Zeit wurde er 1927 Mitglied des Landwirtschaftsausschusses und legte in dieser Funktion 1929 ein Gesetzentwurf für das Fischen in Seen und Flüssen vor. In der Folgezeit war er von 1928 bis 1930 2. stellvertretender Vorsitzender, 1930 1. stellvertretender Vorsitzender sowie zwischen 1931 und 1942 stellvertretender Vorsitzender des Althing. 1933 wurde er zum Mitglied des Gehaltsausschusses sowie 1942 zum Mitglied des Stromausschusses gewählt.
1937 wurde er Inspektor der Reichsregierung und übte diese Funktion bis 1963 aus. Daneben war er von 1943 bis 1945 wieder stellvertretender Vorsitzender des Althing sowie erneut zwischen 1948 und 1949 und von 1950 bis 1953 1. stellvertretender Vorsitzender des Althing. Jörundur Brynjólfsson, der von 1948 bis 1963 Landwirt in Flói war, fungierte zwischen 1950 und 1976 als Vorstandsmitglied des Fischereiverbandes Árnessýsla und war seit 1958 dessen Vorsitzender.
1953 wurde Jörundur Brynjólfsson Nachfolger von Jón Pálmason als Vorsitzender des Althing (Forseti Alþingis) und war damit von der 73. bis zur 75. Sitzungsperiode sowie der Ablösung durch Emil Jónsson 1956 Präsident des isländischen Parlaments. Zugleich war er von 1953 bis 1954 Mitglied des Nordischen Rates.